# Raspaciona aculeata
Raspaciona aculeata är en svampdjursart som först beskrevs av Johnston 1842.  Raspaciona aculeata ingår i släktet Raspaciona och familjen Raspailiidae. Inga underarter finns listade i Catalogue of Life.